# MARIA (hitomiの曲)
「MARIA」（マリア）は、日本の歌手、hitomiの18枚目のシングル。
2000年第2弾シングルであり、前作「LOVE 2000」より約3か月ぶりのリリース。
アルバム『LOVE LIFE』に別アレンジしたバージョンが収録されている。コンプリート・ベスト『peace』には本シングル・バージョンが収録された。

## 収録曲
全曲作詞：hitomi / 作曲：多胡邦夫 / 編曲：渡辺善太郎
1. MARIA
  - 作詞：多胡邦夫 （本人と共作）
  - 日本テレビ系「M-mania」オープニング・テーマ
  - 日本テレビ系「トヨタプリンセスカップ2000」イメージ・ソング
2. 永遠というカテゴリー
  - 資生堂「TAPHY MILD」CMソング
3. OVER THE WORLD
  - NTTドコモ関西「iモード」CMソング

## 収録アルバム
- LOVE LIFE (#1,3、#1は、Album Mix)
- SELF PORTRAIT (#1、LOVE LIFE version)
- HTM〜TIARTROP FLES〜 (#2)
- peace (#1)